# 伯先公园

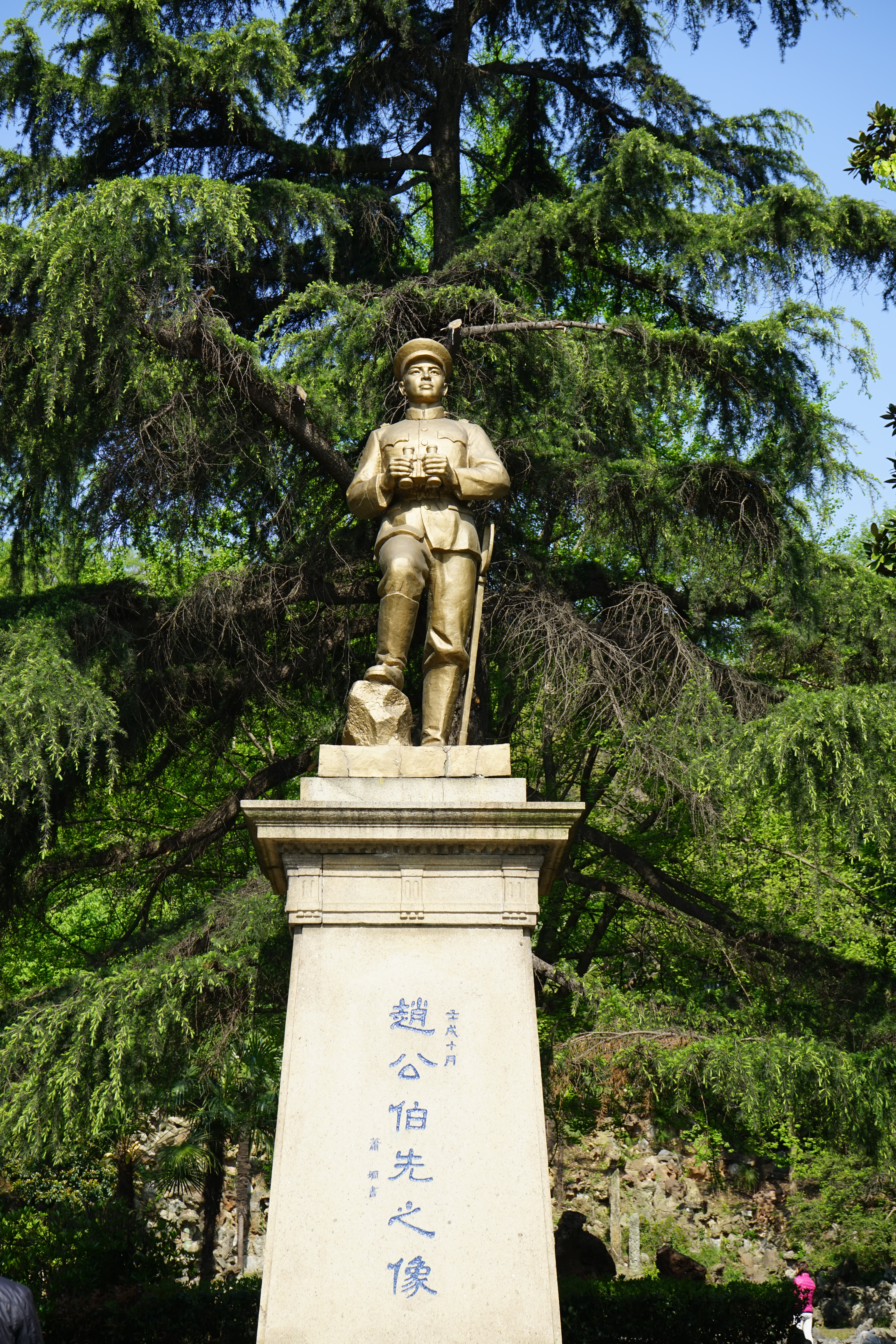
伯先公园内的赵伯先铜像

伯先公园是中国江苏省镇江市的一座纪念民主革命人士赵声的公园，现为镇江市文物保护单位。公园依靠云台山东南而建，内有烈士塑像、荷花池、二翁亭、邵宗藏书楼、伯先祠等景观。其中五卅演讲厅为江苏省文物保护单位。现在的铜像是1983年重塑。院内针阔叶林交错，有150余种植物。公园开工自1926年，由同盟会成员冷御秋倡议，1931年6月完工，园林专家陈植负责设计。公园建成后，园前南马路更名伯先路。